# Pałac w Lubiatowie
Pałac w Lubiatowie – zabytkowy pałac w Lubiatowie – wsi w Polsce, w województwie dolnośląskim, w powiecie złotoryjskim, w gminie Złotoryja.

## Historia
Do wojewódzkiego rejestru zabytków wpisany jest pałac wybudowany w 1910, który jest częścią zespołu pałacowego Lubiatów Dolny, w skład którego wchodzi jeszcze park z XIX w.